# Kulturen (Museum)

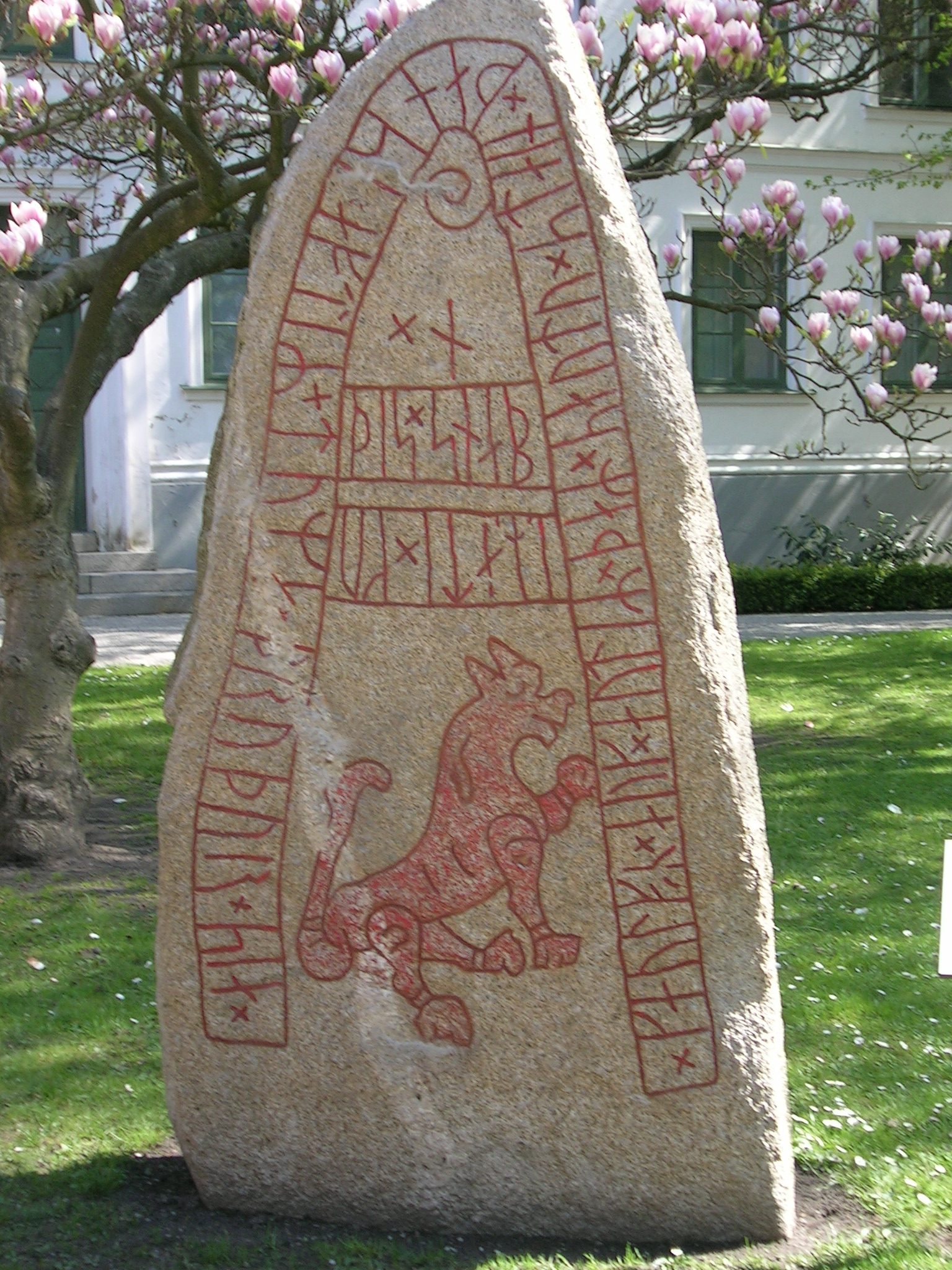
Der Runenstein von Skårby

Kulturen ist ein Freilichtmuseum in der südschwedischen Stadt Lund. Es wurde 1892 von Georg Fredrik Johansson Karlin (1859–1939) gegründet.
Karlin erkannte das Verschwinden der alten Agrargesellschaft und wollte ihre Gebäude, Werkzeuge, Möbel und Kleidung für die Zukunft erhalten. Seine Arbeit führte zu einer umfangreichen und einzigartigen Sammlung von mehr als zwei Millionen Einzelstücken. Kulturen ist nach dem 1891 in Stockholm gegründeten Skansen das zweitälteste Freilichtmuseum der Welt. Bis 1933 war Karlin Direktor des Museums.
U. a. sind Bild- und Runensteine aus dem bedeutenden Hunnestad-Monument zu sehen.

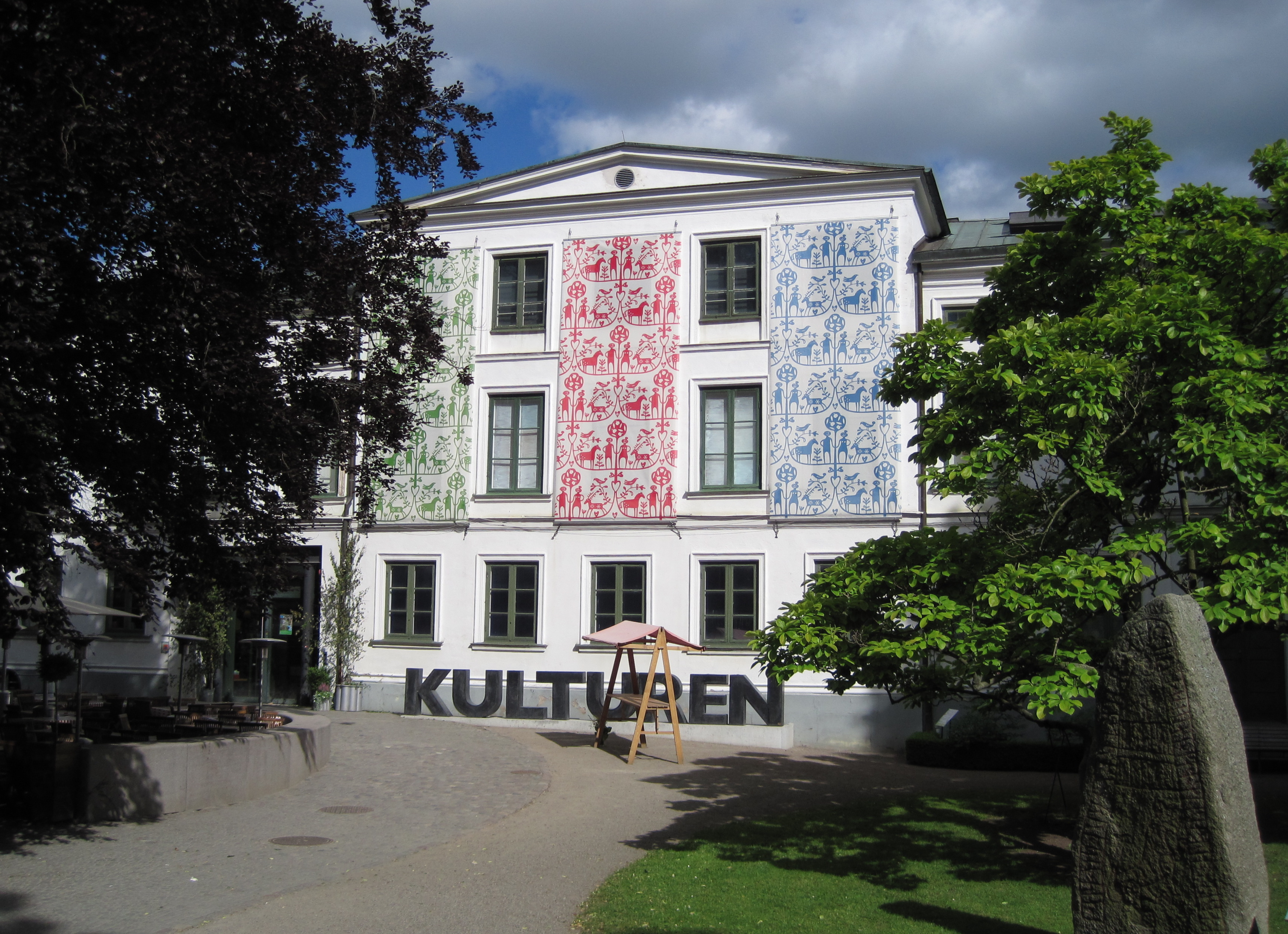
Hauptgebäude
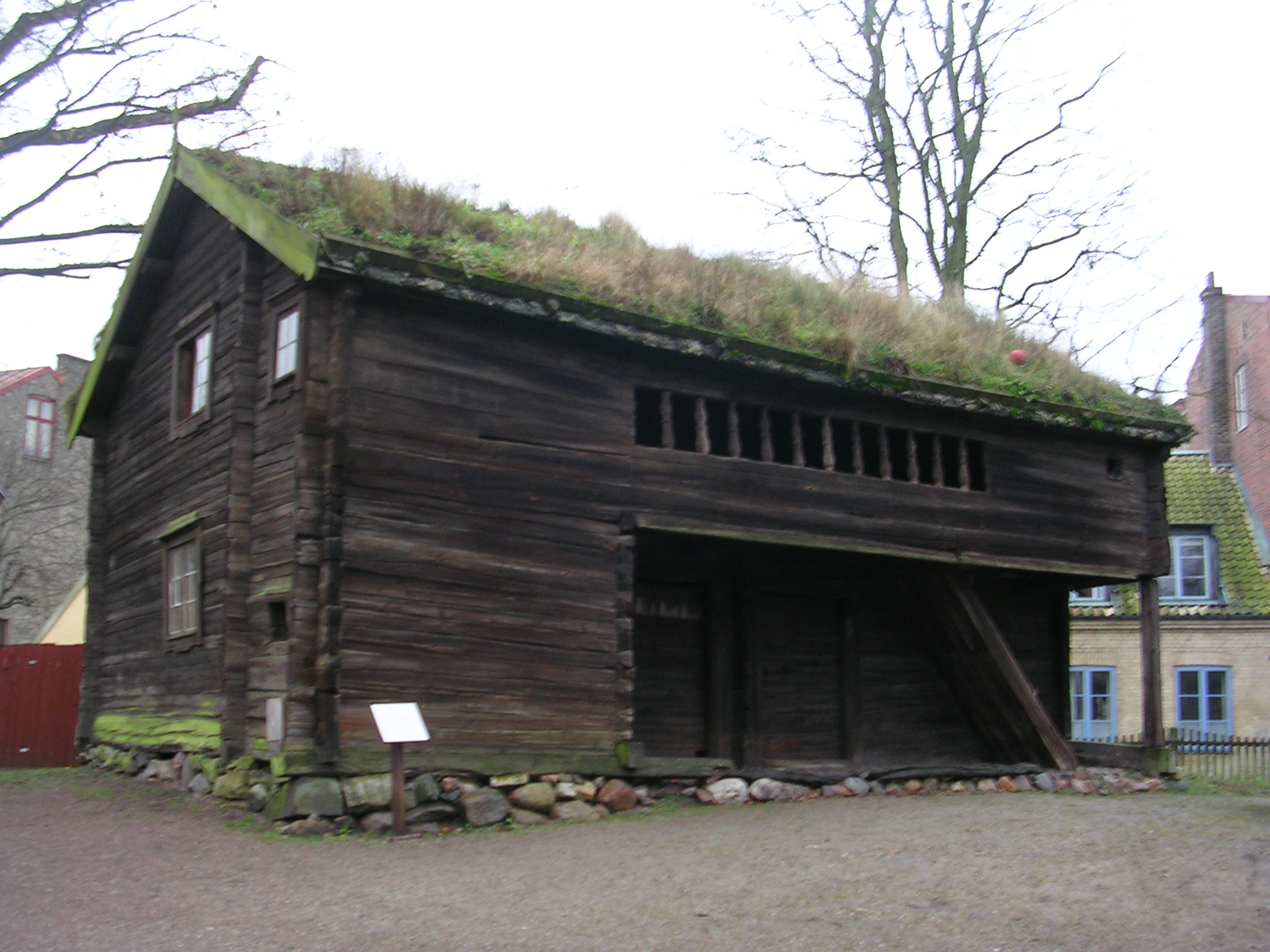
Måcketorpsboden
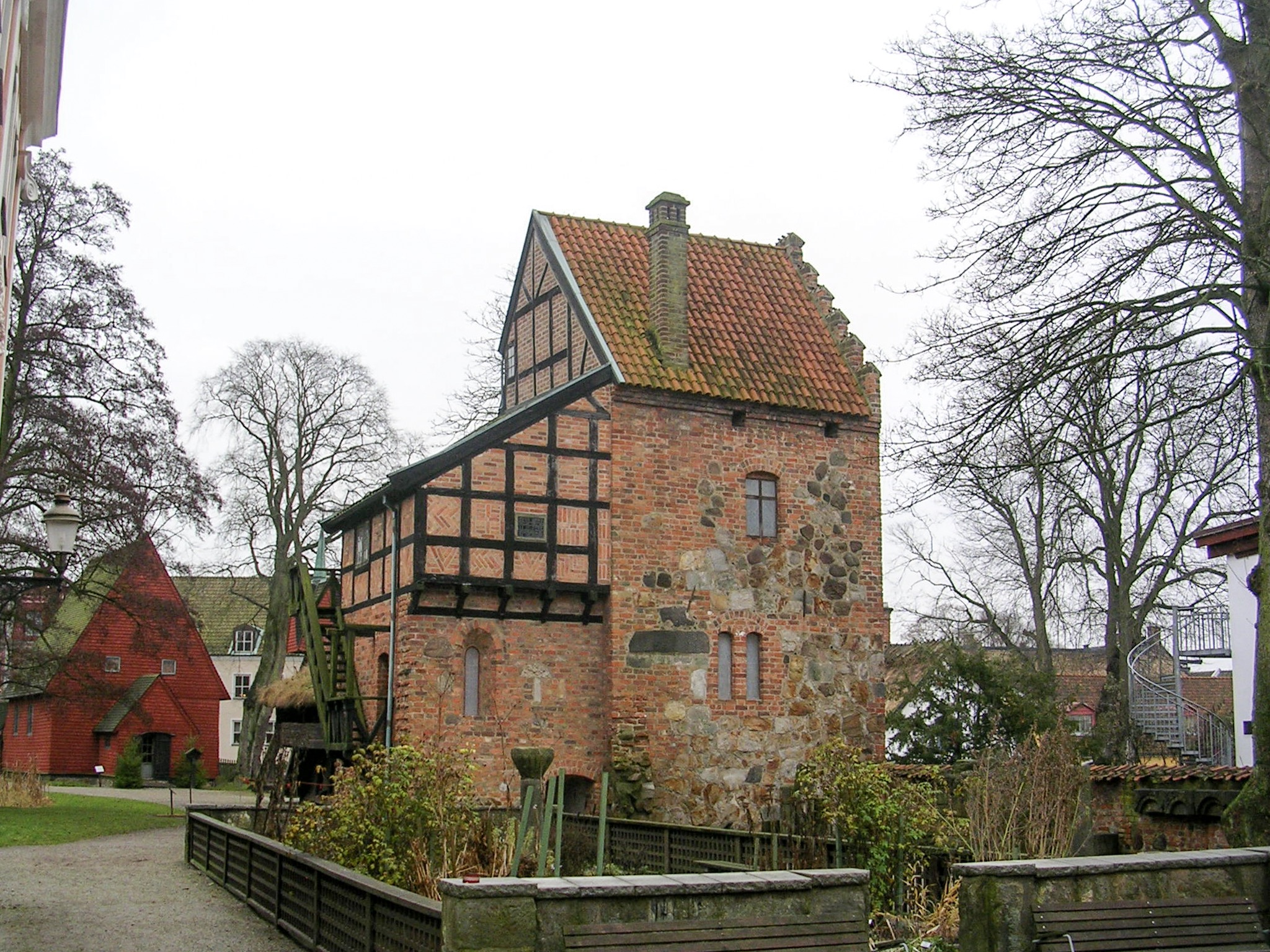
Dekanhuset